# 2016-os sakkvilágbajnokság
A 2016-os sakkvilágbajnokság a Nemzetközi Sakkszövetség (FIDE) által szervezett versenysorozat, amely az elért helyezések alapján a világkupán való indulásra jogosító zónaversenyekből és kontinensbajnokságokból, a világbajnokjelöltek versenyén való részvételhez kvalifikációt biztosító 2015-ös világkupa versenyből és a 2014–2015 folyamán lezajlott Grand Prix versenysorozatból, valamint a nyolc legjobb versenyző részvételével rendezett világbajnokjelölti versenyből állt. A versenysorozat végén győztes versenyző, az orosz Szergej Karjakin szerzett jogot, hogy a világbajnokság döntőjében megmérkőzzön a címvédő norvég Magnus Carlsennel.
A 12 játszmásra tervezett világbajnoki döntőt a véglegesített szerződés szerint 2016. november 11–30. között New Yorkban játszották. A mérkőzés helyszíne a felújított Fulton Market Building New York történelmi South Street Seaport területén. A két játékos között szétosztásra kerülő díjalap 1 millió euró volt.
Ez volt az első sportesemény, amelyet 360 fokos virtuális valóság (Virtual Reality – VR) videómegosztóval sugároztak. A sakkvilágbajnoki döntő hivatalos kommentátoraként Polgár Judit működött közre.
A világbajnoki döntő az eredetileg tervezett 12 játszma alatt 6–6-os döntetlennel ért véget, ezért rájátszásra került sor. A négy rapid játékból álló rájátszást Carlsen 3–1 arányban megnyerte, ezzel megvédte világbajnoki címét.

## Kvalifikációs versenyek

### Kontinensbajnokságok és zónaversenyek
A világbajnoki cím sorsa a regnáló világbajnok és a kvalifikációs versenysorozat végén győztes versenyző közötti páros mérkőzésen dől el. A  versenysorozat első lépcsői a kontinensbajnokságok és a zónaversenyek, amelyeken a sakkvilágkupán való részvételre lehet kvalifikációt szerezni.
A 2016-os sakkvilágbajnoki ciklusban a 128 fővel induló világkupán való részvételre a négy kontinensbajnokságról összesen 66 fő, a Nemzetközi Sakkszövetség (FIDE) által meghatározott zónák versenyeiről összesen 26 fő szerezhetett kvalifikációt. Rajtuk kívül jogosultságot szerzett az indulásra 19 fő az aktuális Élő-pontszáma, 4 fő az előző sakkvilágkupán elért eredménye alapján (az elődöntősök), a női sakkvilágbajnok, a legutóbbi két junior sakkvilágbajnok, a Professzionális Sakkozók Szervezete (ACP) által szervezett versenysorozat pontversenyének győztese, valamint a FIDE-elnök öt és a szervezőbizottság négy szabadkártyása.

### A sakkvilágkupa
A 2015-ös sakkvilágkupa a 128 kvalifikációt szerzett versenyző között kieséses rendszerű páros mérkőzések keretében zajlott 2015. szeptember 10. – október 5. között Azerbajdzsán fővárosában, Bakuban. A versenyt az orosz Szergej Karjakin nyerte, miután a döntőben rájátszás után 6–4 arányban legyőzte honfitársát, Peter Szvidlert. Ezzel az eredményükkel a világkupáról ők ketten szereztek jogosultságot a világbajnokjelöltek versenyén való részvételre.

### Grand Prix versenysorozat
A FIDE Grand Prix egy két éven át tartó kiemelt erősségű versenysorozat a Nemzetközi Sakkszövetség (FIDE) szervezésében. A versenyeken elért helyezések után járó pontok összesített eredménye alapján az első két helyezett szerzett jogot a világbajnokjelöltek versenyén való indulásra. A Grand Prix résztvevői az előző sakkvilágkupán elért eredményeik, valamint aktuális Élő-pontszámuk alapján a világ legerősebb játékosai közül kerülnek kiválasztásra.
A 2014−2015-ös Grand Prix négy versenyből állt, a 16 részvételre jogosult versenyzőnek ezek közül három versenyen kellett indulnia. A versenysorozatot az olasz Fabiano Caruana nyerte az amerikai Nakamura Hikaru előtt. Ezzel az eredményükkel kvalifikációt szereztek a világbajnokjelöltek versenyén való indulásra.

## A világbajnokjelöltek versenye
A világbajnokjelöltek versenye 2016. március 10–28. között kétfordulós körmérkőzés keretében Moszkvában zajlott. A verseny főszponzora és szervezője az AGON cég volt, az Orosz Sakkszövetség támogatása mellett.
A résztvevő nyolc versenyző közül a győztes szerzett jogot a regnáló világbajnokkal való megmérkőzésre a világbajnoki címért.
| Kvalifikáció | Versenyző         | Ország                    | Élő-p. (2015.12.) |
| --- | ----------------- | ------------------------- | ----------------- |
| A 2014-es sakkvilágbajnokság vesztese | Visuvanádan Ánand | India                     | 2796              |
| A 2015-ös sakkvilágkupa két döntőse | Peter Szvidler    | Oroszország               | 2751              |
| A 2015-ös sakkvilágkupa két döntőse | Szergej Karjakin  | Oroszország               | 2766              |
| A FIDE Grand Prix 2014–15 két első helyezettje | Fabiano Caruana   | Amerikai Egyesült Államok | 2787              |
| A FIDE Grand Prix 2014–15 két első helyezettje | Nakamura Hikaru   | Amerikai Egyesült Államok | 2793              |
| A két legmagasabb átlagos Élő-pontszámmal rendelkező versenyző a kvalifikációt szerzetteken kívül (a 2015. január és 2015. december közötti 12 hónap átlagos Élő-pontszáma alapján) | Veszelin Topalov  | Bulgária                  | 2803              |
| A két legmagasabb átlagos Élő-pontszámmal rendelkező versenyző a kvalifikációt szerzetteken kívül (a 2015. január és 2015. december közötti 12 hónap átlagos Élő-pontszáma alapján) | Anish Giri        | Hollandia                 | 2784              |
| A szervezőbizottság szabadkártyása (akinek az Élő-pontszáma 2015. júliusban legalább 2725 volt)                                                                                     | Levon Aronján     | Örményország              | 2788              |

A tartalék az orosz Dmitrij Jakovenko volt, akinek játékára valamelyik kvalifikációt szerzett versenyző visszalépése esetén került volna sor.

### A világbajnokjelöltek egymás elleni eredményei
A világbajnokjelölti versenyen résztvevő nyolc versenyző közül az eddig egymás ellen játszott hagyományos időbeosztású játszmákat figyelembe véve a legjobb eredménnyel Levon Aronján rendelkezett, aki 48 alkalommal győzött riválisai ellen, és csak 27 alkalommal szenvedett vereséget, 105 döntetlen mellett. Őt Fabiano Caruana (22 győzelem, 17 vereség, 90 döntetlen), Veszelin Topalov (45 győzelem, 42 vereség, 90 döntetlen) és Nakamura Hikaru (31 győzelem, 30 vereség, 86 döntetlen) követte. Egyenlő mérlege volt Visuvanádan Ánandnak (31 győzelem, 31 vereség, 86 döntetlen), míg a verseny előtt negatív mérleggel rendelkezett ellenfeleivel szemben Anish Giri (10 győzelem, 18 vereség, 65 döntetlen), Peter Szvidler (23 győzelem, 34 vereség, 102 döntetlen), és a leggyengébb eredménye Szergej Karjakinnak volt, mivel ő eddig csak 21 alkalommal tudott győzni, 32 alkalommal vereséget szenvedett, és 90 alkalommal játszott döntetlent ellenfeleivel.
|   | Versenyző         | Élő-p. | Caruana  | Giri     | Nakamura  | Aronján   | Topalov    | Ánand      | Karjakin | Szvidler  | Össz.       |
| - | ----------------- | ------ | -------- | -------- | --------- | --------- | ---------- | ---------- | -------- | --------- | ----------- |
| 1 | Fabiano Caruana   | 2794   |          | 2−2 (15) | 1–5 (19)  | 4–6 (7)   | 5–1 (5)    | 2–1 (14)   | 4–1 (18) | 4–1 (12)  | 22–17 (90)  |
| 2 | Anish Giri        | 2793   | 2–2 (15) |          | 2–3 (18)  | 0–4 (9)   | 4–3 (3)    | 1–0 (9)    | 0–4 (5)  | 1–2 (6)   | 10–18 (65)  |
| 3 | Nakamura Hikaru   | 2790   | 5–1 (19) | 3–2 (18) |           | 6–11 (13) | 2–5 (6)    | 6–1 (10)   | 7–4 (15) | 2–6 (5)   | 31–30 (86)  |
| 4 | Levon Aronján     | 2786   | 6–4 (7)  | 4–0 (9)  | 11–6 (13) |           | 5–7 (16)   | 9–4 (23)   | 9–3 (15) | 4–3 (22)  | 48–27 (105) |
| 5 | Veszelin Topalov  | 2780   | 1–5 (5)  | 3–4 (3)  | 5–2 (6)   | 7–5 (16)  |            | 13–17 (39) | 6–2 (6)  | 10–7 (15) | 45–42 (90)  |
| 6 | Visuvanádan Ánand | 2762   | 1–2 (14) | 0–1 (9)  | 1–6 (10)  | 4–9 (23)  | 17–13 (39) |            | 2–0 (11) | 6–0 (22)  | 31–31 (128) |
| 7 | Szergej Karjakin  | 2760   | 1–4 (18) | 4–0 (5)  | 4–7 (15)  | 3–9 (15)  | 2–6 (6)    | 0–2 (11)   |          | 7–4 (20)  | 21–32 (90)  |
| 8 | Peter Szvidler    | 2757   | 1–4 (12) | 2–1 (6)  | 6–2 (5)   | 3–4 (22)  | 7–10 (15)  | 0–6 (22)   | 4–7 (20) |           | 23–34 (102) |
Megjegyzés: Zárójelben a döntetlen játszmák száma.

### A verseny szabályai
A világbajnokjelölti verseny szabályait külön szabályzat írta le, amely a 30 lépésen belüli döntetlen szabályaiban (3.8.3b pont) némileg eltér a hivatalos FIDE-szabályzattól (9.2 pont).
Holtverseny esetén az alábbiak szerint döntik el a helyezéseket:
- az egymás elleni eredmény;
- a megnyert játszmák száma;
- a Sonneborn–Berger-számítás szerinti pontszám;
- rájátszás.

A gondolkodási idő 100 perc volt az első 40 lépésre, majd még 50 percet kaptak a következő 20 lépésre. Ha a játszma ez alatt nem fejeződött be, akkor további 15 perc állt rendelkezésükre az eredmény eldöntéséhez. A játékosok az első lépéstől kezdve lépésenként 30 másodperc többletidőt kaptak.

### A világbajnokjelöltek versenyének díjalapja
A 2016-os világbajnokjelöltek versenyének díjalapja 420 000 euró volt. A díj elosztása (euróban):
- 1. helyezés: 95 000
- 2. helyezés: 88 000
- 3. helyezés: 75 000
- 4. helyezés: 55 000
- 5. helyezés: 40 000
- 6. helyezés: 28 000
- 7. helyezés: 22 000
- 8. helyezés: 17 000

A holtversenyben végzett versenyzők között a helyezések szerint járó díjalap megosztásra került.
A sorsolást 2016. február 11-én rendezték Athénban, a Nemzetközi Sakkszövetség (FIDE) hivatalos helyiségében. Az azonos országból származó versenyzők esetében (Szvidler és Karjakin, valamint Caruana és Nakamura) irányított sorsolást tartottak, így ők az 1. és a 8. fordulóban kerültek össze egymással.

### A sorsolás és a fordulók eredményei
Magyarázat: a név mellett jobbról, illetve balról a versenyző addig szerzett pontszáma szerepel, zöld színnel vastagon szedve azoknál a versenyzőknél, akik abban a fordulóban az élen állnak. A táblázat közepén az adott játszma eredménye.
A forduló dátumánál hivatkozásként jelezve az adott fordulóról készült részletes, képes beszámoló linkje.
| 1. forduló 2016.03.11.  | 1. forduló 2016.03.11. | 1. forduló 2016.03.11. | 1. forduló 2016.03.11. | 1. forduló 2016.03.11. |
| ----------------------- | ---------------------- | ---------------------- | ---------------------- | ---------------------- |
| Karjakin                | 0                      | ½−½                    | 0                      | Szvidler               |
| Nakamura                | 0                      | ½−½                    | 0                      | Caruana                |
| Giri                    | 0                      | ½−½                    | 0                      | Aronjan                |
| Ánand                   | 0                      | 1−0                    | 0                      | Topalov                |
|                         |                        |                        |                        |                        |
| 4. forduló 2016.03.15.  |                        |                        |                        |                        |
| Szvidler                | 1½                     | ½−½                    | 2                      | Aronjan                |
| Caruana                 | 1½                     | ½−½                    | ½                      | Topalov                |
| Karjakin                | 2                      | 1−0                    | 2                      | Ánand                  |
| Nakamura                | 1                      | ½−½                    | 1½                     | Giri                   |
|                         |                        |                        |                        |                        |
| 7. forduló 2016.03.19.  |                        |                        |                        |                        |
| Szvidler                | 2½                     | ½−½                    | 3                      | Caruana                |
| Karjakin                | 4                      | ½−½                    | 4                      | Aronjan                |
| Nakamura                | 2                      | 1−0                    | 2                      | Topalov                |
| Giri                    | 3                      | ½−½                    | 3½                     | Ánand                  |
|                         |                        |                        |                        |                        |
| 10. forduló 2016.03.23. |                        |                        |                        |                        |
| Szvidler                | 4                      | ½−½                    | 3½                     | Nakamura               |
| Karjakin                | 5½                     | ½−½                    | 4½                     | Giri                   |
| Caruana                 | 5                      | 1−0                    | 5½                     | Ánand                  |
| Aronjan                 | 5                      | ½−½                    | 3                      | Topalov                |
|                         |                        |                        |                        |                        |
| 13. forduló 2016.03.27. |                        |                        |                        |                        |
| Caruana                 | 7                      | ½−½                    | 6                      | Szvidler               |
| Aronjan                 | 6                      | ½−½                    | 7                      | Karjakin               |
| Topalov                 | 4                      | 0−1                    | 5½                     | Nakamura               |
| Ánand                   | 6½                     | ½−½                    | 6                      | Giri                   |

| 2. forduló 2016.03.12.  | 2. forduló 2016.03.12. | 2. forduló 2016.03.12. | 2. forduló 2016.03.12. | 2. forduló 2016.03.12. |
| ----------------------- | ---------------------- | ---------------------- | ---------------------- | ---------------------- |
| Szvidler                | ½                      | ½−½                    | 0                      | Topalov                |
| Aronjan                 | ½                      | ½−½                    | 1                      | Ánand                  |
| Caruana                 | ½                      | ½−½                    | ½                      | Giri                   |
| Karjakin                | ½                      | 1−0                    | ½                      | Nakamura               |
|                         |                        |                        |                        |                        |
| 5. forduló 2016.03.16.  |                        |                        |                        |                        |
| Giri                    | 2                      | ½−½                    | 2                      | Szvidler               |
| Ánand                   | 2                      | ½−½                    | 1½                     | Nakamura               |
| Topalov                 | 1                      | ½−½                    | 3                      | Karjakin               |
| Aronjan                 | 2½                     | ½−½                    | 2                      | Caruana                |
|                         |                        |                        |                        |                        |
| 8. forduló 2016.03.20.  |                        |                        |                        |                        |
| Szvidler                | 3                      | ½−½                    | 4½                     | Karjakin               |
| Caruana                 | 3½                     | 1−0                    | 3                      | Nakamura               |
| Aronjan                 | 4½                     | ½−½                    | 3½                     | Giri                   |
| Topalov                 | 2                      | ½−½                    | 4                      | Ánand                  |
|                         |                        |                        |                        |                        |
| 11. forduló 2016.03.24. |                        |                        |                        |                        |
| Aronjan                 | 5½                     | 0−1                    | 4½                     | Szvidler               |
| Topalov                 | 3½                     | ½−½                    | 6                      | Caruana                |
| Ánand                   | 5½                     | 1−0                    | 6                      | Karjakin               |
| Giri                    | 5                      | ½−½                    | 4                      | Nakamura               |
|                         |                        |                        |                        |                        |
| 14. forduló 2016.03.28. |                        |                        |                        |                        |
| Szvidler                | 6½                     | ½−½                    | 7                      | Ánand                  |
| Giri                    | 6½                     | ½−½                    | 4                      | Topalov                |
| Nakamura                | 6½                     | ½−½                    | 6½                     | Aronjan                |
| Karjakin                | 7½                     | 1−0                    | 7½                     | Caruana                |

| 3. forduló 2016.03.13.  | 3. forduló 2016.03.13. | 3. forduló 2016.03.13. | 3. forduló 2016.03.13. | 3. forduló 2016.03.13. |
| ----------------------- | ---------------------- | ---------------------- | ---------------------- | ---------------------- |
| Nakamura                | ½                      | ½−½                    | 1                      | Szvidler               |
| Giri                    | 1                      | ½−½                    | 1½                     | Karjakin               |
| Ánand                   | 1½                     | ½−½                    | 1                      | Caruana                |
| Topalov                 | ½                      | 0−1                    | 1                      | Aronjan                |
|                         |                        |                        |                        |                        |
| 6. forduló 2016.03.17.  |                        |                        |                        |                        |
| Ánand                   | 2½                     | 1−0                    | 2½                     | Szvidler               |
| Topalov                 | 1½                     | ½−½                    | 2½                     | Giri                   |
| Aronjan                 | 3                      | 1−0                    | 2                      | Nakamura               |
| Caruana                 | 2½                     | ½−½                    | 3½                     | Karjakin               |
|                         |                        |                        |                        |                        |
| 9. forduló 2016.03.21.  |                        |                        |                        |                        |
| Topalov                 | 2½                     | ½−½                    | 3½                     | Szvidler               |
| Ánand                   | 4½                     | 1−0                    | 5                      | Aronjan                |
| Giri                    | 4                      | ½−½                    | 4½                     | Caruana                |
| Nakamura                | 3                      | ½−½                    | 5                      | Karjakin               |
|                         |                        |                        |                        |                        |
| 12. forduló 2016.03.25. |                        |                        |                        |                        |
| Szvidler                | 5½                     | ½−½                    | 5½                     | Giri                   |
| Nakamura                | 4½                     | 1−0                    | 6½                     | Ánand                  |
| Karjakin                | 6                      | 1−0                    | 4                      | Topalov                |
| Caruana                 | 6½                     | ½−½                    | 5½                     | Aronjan                |

### Eredmények
A verseny első helye az utolsó fordulóban dőlt el, amikor a két éllovas, Szergej Karjakin és Fabiano Caruana egymás ellen játszott. Az első hely kérdését Visuvanádan Ánand Peter Szvidler elleni eredménye is befolyásolta. Ánand győzelme és a Karjakin–Caruana-játszma döntetlen eredménye esetén Fabiano Caruana lett volna az első. Ánand hamarabb befejeződött döntetlen játszmájának ismeretében azonban Caruanának győznie kellett volna az elsőséghez, mert a versenyen elért több nyert játszmája alapján a holtverseny Karjakin számára kedvezett.
A játszmájukat és ezzel a versenyt az orosz Szergej Karjakin nyerte, aki ezzel jogot szerzett arra, hogy a világbajnoki címért mérkőzhessen 2016 novemberében a norvég Magnus Carlsen ellen.
| H.[35] | Versenyző               | Élő-p. 2016-03[36] | 1 | 1 | 2 | 2 | 3 | 3 | 4 | 4 | 5 | 5 | 6 | 6 | 7 | 7 | 8 | 8 | Pont | Holtv.eld.[37] | Holtv.eld.[37] | Előrehaladási táblázat (fordulók) | Előrehaladási táblázat (fordulók) | Előrehaladási táblázat (fordulók) | Előrehaladási táblázat (fordulók) | Előrehaladási táblázat (fordulók) | Előrehaladási táblázat (fordulók) | Előrehaladási táblázat (fordulók) | Előrehaladási táblázat (fordulók) | Előrehaladási táblázat (fordulók) | Előrehaladási táblázat (fordulók) | Előrehaladási táblázat (fordulók) | Előrehaladási táblázat (fordulók) | Előrehaladási táblázat (fordulók) | Előrehaladási táblázat (fordulók) |
| H.[35] | Versenyző               | Élő-p. 2016-03[36] | 1 | 1 | 2 | 2 | 3 | 3 | 4 | 4 | 5 | 5 | 6 | 6 | 7 | 7 | 8 | 8 | Pont | Ee.[38]        | Ny.[39]        | 1                                 | 2                                 | 3                                 | 4                                 | 5                                 | 6                                 | 7                                 | 8                                 | 9                                 | 10                                | 11                                | 12                                | 13                                | 14                                |
| ------ | ----------------------- | ------------------ | - | - | - | - | - | - | - | - | - | - | - | - | - | - | - | - | ---- | -------------- | -------------- | --------------------------------- | --------------------------------- | --------------------------------- | --------------------------------- | --------------------------------- | --------------------------------- | --------------------------------- | --------------------------------- | --------------------------------- | --------------------------------- | --------------------------------- | --------------------------------- | --------------------------------- | --------------------------------- |
| 1.     | Szergej Karjakin (RUS)  | 2760               |   |   | ½ | 1 | 1 | 0 | ½ | ½ | ½ | ½ | ½ | ½ | 1 | ½ | ½ | 1 | 8½   |                | 4              | ½                                 | 1½                                | 2                                 | 3                                 | 3½                                | 4                                 | 4½                                | 5                                 | 5½                                | 6                                 | 6                                 | 7                                 | 7½                                | 8½                                |
| 2.     | Fabiano Caruana (USA)   | 2794               | ½ | 0 |   |   | ½ | 1 | ½ | ½ | ½ | ½ | ½ | ½ | ½ | 1 | ½ | ½ | 7½   | 1½             | 2              | ½                                 | 1                                 | 1½                                | 2                                 | 2½                                | 3                                 | 3½                                | 4½                                | 5                                 | 6                                 | 6½                                | 7                                 | 7½                                | 7½                                |
| 3.     | Visuvanádan Ánand (IND) | 2762               | 0 | 1 | ½ | 0 |   |   | 1 | ½ | ½ | 1 | ½ | ½ | ½ | 0 | 1 | ½ | 7½   | ½              | 4              | 1                                 | 1½                                | 2                                 | 2                                 | 2½                                | 3½                                | 4                                 | 4½                                | 5½                                | 5½                                | 6½                                | 6½                                | 7                                 | 7½                                |
| 4.     | Peter Szvidler (RUS)    | 2757               | ½ | ½ | ½ | ½ | 0 | ½ |   |   | ½ | 1 | ½ | ½ | ½ | ½ | ½ | ½ | 7    | 3½             | 1              | ½                                 | 1                                 | 1½                                | 2                                 | 2½                                | 2½                                | 3                                 | 3½                                | 4                                 | 4½                                | 5½                                | 6                                 | 6½                                | 7                                 |
| 5.     | Levon Aronján (ARM)     | 2786               | ½ | ½ | ½ | ½ | ½ | 0 | ½ | 0 |   |   | ½ | ½ | 1 | ½ | 1 | ½ | 7    | 3              | 2              | ½                                 | 1                                 | 2                                 | 2½                                | 3                                 | 4                                 | 4½                                | 5                                 | 5                                 | 5½                                | 5½                                | 6                                 | 6½                                | 7                                 |
| 6.     | Anish Giri (NED)        | 2793               | ½ | ½ | ½ | ½ | ½ | ½ | ½ | ½ | ½ | ½ |   |   | ½ | ½ | ½ | ½ | 7    | 3              | 0              | ½                                 | 1                                 | 1½                                | 2                                 | 2½                                | 3                                 | 3½                                | 4                                 | 4½                                | 5                                 | 5½                                | 6                                 | 6½                                | 7                                 |
| 7.     | Nakamura Hikaru (USA)   | 2790               | 0 | ½ | ½ | 0 | ½ | 1 | ½ | ½ | 0 | ½ | ½ | ½ |   |   | 1 | 1 | 7    | 2½             | 3              | ½                                 | ½                                 | 1                                 | 1½                                | 2                                 | 2                                 | 3                                 | 3                                 | 3½                                | 4                                 | 4½                                | 5½                                | 6½                                | 7                                 |
| 8.     | Veszelin Topalov (BUL)  | 2780               | ½ | 0 | ½ | ½ | 0 | ½ | ½ | ½ | 0 | ½ | ½ | ½ | 0 | 0 |   |   | 4½   |                | 0              | 0                                 | ½                                 | ½                                 | 1                                 | 1½                                | 2                                 | 2                                 | 2½                                | 3                                 | 3½                                | 4                                 | 4                                 | 4                                 | 4½                                |
A világbajnokjelöltek versenyének összes játszmája megtalálható a chessgames.com oldalon.

## A világbajnoki döntő

### Problémák a megrendezés körül
A megelőző, 2014-es sakkvilágbajnokság záróünnepségén a Nemzetközi Sakkszövetség (FIDE) elnöke bejelentette, hogy a következő világbajnoki döntőt az Amerikai Egyesült Államokban rendezik.
A 2015-ös sakkvilágkupa versenye idején a világbajnoki döntő idejére és helyére vonatkozóan azt jelentették be, hogy arra 2016. októberben kerül sor az Amerikai Egyesült Államokban, előreláthatólag több városban (New York, Los Angeles, Chicago). Az erről szóló szerződés aláírását nehezítette, hogy Kirszan Iljumzsinovot, a FIDE elnökét szíriai kapcsolatai és az ottani bankokkal való tranzakciói, a szíriai kormány támogatása miatt az Egyesült Államok Pénzügyminisztériuma azon személyek közé sorolta, akikkel nem javasolja amerikai cégek és szervezetek szerződéskötését. Iljumzsinov a bejelentést provokációnak nevezte, mivel néhány nappal később tervezte utazását New Yorkba a világbajnokság megrendezéséről szóló szerződés aláírására. Az AGON cég, a világbajnokság főszponzorának képviselője már másnap kijelentette, hogy az Iljumzsinov elleni szankciók nem befolyásolják a világbajnoki döntő szerződéskötését és annak amerikai megrendezését. A szerződéskötés előtti akadály elhárítására a FIDE 2015. december 6-án rendkívüli elnökségi ülést hívott össze. Ezen átmenetileg felfüggesztette az elnököt, és a FIDE alapszabályának módosításával lehetővé tette, hogy a szervezet alelnöke teljes jogú felhatalmazással járjon el, és szerződést írjon alá. Ez alapján a világbajnoki döntőről szóló szerződést a FIDE alelnöke, Georgios Makropoulos írta alá. Az AGON vezérigazgatója szerint ez a döntés szabaddá tette az utat a világbajnoki döntő amerikai megrendezése előtt.

### Szabályok
A világbajnoki döntőre vonatkozó speciális szabályokat a Nemzetközi Sakkszövetség (FIDE) külön rögzítette. Ebben új rendelkezésként szerepel az öltözetre vonatkozó „dress code” (előírt viselet), amely szerint tilos bármilyen reklámhordozó bevitele a versenyterembe, beleértve a ruhákon szereplő szponzori feliratokat is. A dress code megtiltja a farmernadrág viselését is.

#### Az alapszakasz
Az előzetesen lefektetett szabályok szerint a világbajnoki döntő mérkőzése 12 játszmáig tart, és az a játékos kapja meg a világbajnoki címet, aki előbb ér el 6,5 pontot. Ha a 12. játszma után az állás 6–6, akkor rájátszás következik. Az egyes játszmákban 2–2 óra áll rendelkezésre 40 lépés megtételére, majd 1–1 óra a következő 20 lépésre, végül 15-15 perc a játszma befejezéséig, ekkor lépésenként még 30 másodpercet kapnak. A 61. lépéstől 3-3 másodpercet kapnak a sakkozók. A világbajnoki döntőn a 30. lépés előtt nem ajánlható döntetlen, kivéve a háromszori lépésismétlés esetét.

#### A rájátszás
A rájátszásban először négy rapidsakkjátszmára kerül sor 25-25 perc gondolkodási idővel és 10-10 másodperc többletidővel lépésenként. Ha ez sem döntene, akkor két villámsakkjátszma következik 5-5 perc gondolkodási idővel és lépésenként 3-3 másodperc többletidővel. Szükség szerint ezt a kétjátszmás villámsakkrájátszást ötször ismétlik, amíg valamelyik játékos meg nem szerzi a győzelmet. Ha a mérkőzés állása még ezt követően is eldöntetlen, azaz összesítésben 13-13, akkor a „hirtelen halál” játszma döntene, ahol világosnak 5, sötétnek 4 perce van, de döntetlen esetén sötét győzelmét hirdetik ki.

### Díjazás
A két játékos között szétosztásra kerülő díjalap minimum 1 millió euró, amelynek 60%-a a győztest, 40%-a a vesztest illeti. Ha a mérkőzés csak a rájátszásban dől el, akkor a győztes a díjalap 55%-át, a vesztes 45%-át kapja.

### Egymás elleni eredmények
A 2016-os világbajnoki döntő előtt a két versenyző 47 játszmát játszott egymással, melyek közül 21 játszma zajlott a klasszikus időbeosztás keretei között. Ezek eredménye Carlsen előnyét mutatja, mivel 4 játszmát nyert és csak 1-et vesztett, 16 játszmájuk döntetlenül végződött. Az összes játszmát figyelembe véve is Carlsen fölénye látszik: 17 nyert játszmájával szemben Karjakin mindössze 9 alkalommal tudott nyerni ellene, 21 játszma végződött döntetlenül. Utolsó egymás elleni két találkozójukat 2016. júliusban vívták a Bilbao Chess Masters Final versenyen, ahol az első összecsapásukat Carlsen nyerte, a második játszmájuk döntetlenül végződött.

## Játszmák
A játszmák élőben voltak követhetők a chess24.com oldalon. Az esetleges csalások megelőzése érdekében az élő közvetítés félórás eltolással kezdődött. A rájátszás összes játszmájára egy napon, 2016. november 30-án került sor.
| Versenyző        | Ország      | Élő-p. | Klasszikus idő mellett | Klasszikus idő mellett | Klasszikus idő mellett | Klasszikus idő mellett | Klasszikus idő mellett | Klasszikus idő mellett | Klasszikus idő mellett | Klasszikus idő mellett | Klasszikus idő mellett | Klasszikus idő mellett | Klasszikus idő mellett | Klasszikus idő mellett | Rapid játszmák | Rapid játszmák | Rapid játszmák | Rapid játszmák | Pont |
| Versenyző        | Ország      | Élő-p. | 1. nov. 11.            | 2. nov. 12.            | 3. nov. 14.            | 4. nov. 15.            | 5. nov. 17.            | 6. nov. 18.            | 7. nov. 20.            | 8. nov. 21.            | 9. nov. 23.            | 10. nov. 24.           | 11. nov. 26.           | 12. nov. 28.           | R1             | R2             | R3             | R4             | Pont |
| ---------------- | ----------- | ------ | ---------------------- | ---------------------- | ---------------------- | ---------------------- | ---------------------- | ---------------------- | ---------------------- | ---------------------- | ---------------------- | ---------------------- | ---------------------- | ---------------------- | -------------- | -------------- | -------------- | -------------- | ---- |
| Szergej Karjakin | Oroszország | 2772   | ½                      | ½                      | ½                      | ½                      | ½                      | ½                      | ½                      | 1                      | ½                      | 0                      | ½                      | ½                      | ½              | ½              | 0              | 0              | 7    |
| Magnus Carlsen   | Norvégia    | 2853   | ½                      | ½                      | ½                      | ½                      | ½                      | ½                      | ½                      | 0                      | ½                      | 1                      | ½                      | ½                      | ½              | ½              | 1              | 1              | 9    |

### 1. játszma
Az 1. játszma élő közvetítésének linkje
A sorsolás alapján az 1. játszmában Carlsen kezdett a világos bábukkal. A nyitólépést Woody Harrelson hollywoodi színész tette meg. Az első meglepetést Carlsen második lépése (2. Fg5) okozta, az igen ritka Trompowsky-támadás választásával. A világbajnoki döntők több mint 1000 játszmája során ez a megnyitás először fordult elő, Carlsen azonban már korábban is sikerrel alkalmazta, igaz, főként villámsakk és rapid játszmákban, de például a 2013-as Mihail Tal-emlékversenyen az exvilágbajnok Vlagyimir Kramnyik ellen hagyományos időbeosztás melletti játszmában is győzött ennek a megnyitásnak az alkalmazásával.
A gyors cserék után lényegében már a 19. lépést követően látszott a döntetlen végkifejlet, amely a 42. lépésben be is következett.
Magnus Carlsen–Szergej Karjakin (2016. november 11.) Trompowsky-támadás (ECO A45)
1.d4 Hf6 2. Fg5 d5 3. e3 c5 4. Fxf6 gxf6 5. dxc5 Hc6 6. Fb5 e6 7. c4 dxc4 8. Hd2 Fxc5 9. Hgf3 O-O 10. O-O Ha5 11. Bc1 Fe7 12. Vc2 Fd7 13. Fxd7 Vxd7 14. Vc3 Vd5 15. Hxc4 Hxc4 16. Vxc4 Vxc4 17. Bxc4 Bfc8 18. Bfc1 Bxc4 19. Bxc4 Bd8 20. g3 Bd7 21. Kf1 f5 22. Ke2 Ff6 23. b3 Kf8 24. h3 h6 25. He1 Ke7 26. Hd3 Kd8 27. f4 h5 28. a4 Bd5 29. Hc5 b6 30. Ha6 Fe7 31. Hb8 a5 32. Hc6+ Ke8 33. He5 Fc5 34. Bc3 Ke7 35. Bd3 Bxd3 36. Kxd3 f6 37. Hc6+ Kd6 38. Hd4 Kd5 39. Hb5 Kc6 40. Hd4+ Kd6 41. Hb5+ Kd7 42. Hd4 Kd6 döntetlen (½–½)

### 2. játszma
A 2. játszma élő közvetítésének linkje
A második játszma is az óvatos tapogatózás jegyében telt. A spanyol megnyitás klasszikus zárt változatában a világos 18. lépése után bekövetkező cserék már előrevetítették a döntetlen árnyékát, amely a sötét gyengeségének nevezhető c6-gyalog 27. lépésben történt felszámolása után gyorsan be is következett.
Szergej Karjakin–Magnus Carlsen (2016. november 12.) Spanyol megnyitás, Martinez-változat (ECO C78)
1.e4 e5 2. Hf3 Hc6 3. Fb5 a6 4. Fa4 Hf6 5. O-O Fe7 6. d3 b5 7. Fb3 d6 8. a3 O-O 9. Hc3 Ha5 10. Fa2 Fe6 11. d4 Fxa2 12. Bxa2 Be8 13. Ba1 Hc4 14. Be1 Bc8 15. h3 h6 16. b3 Hb6 17. Fb2 Ff8 18. dxe5 dxe5 19. a4 c6 20. Vxd8 Bcxd8 21. axb5 axb5 22. He2 Fb4 23. Fc3 Fxc3 24. Hxc3 Hbd7 25. Ba6 Bc8 26. b4 Be6 27. Bb1 c5 28. Bxe6 fxe6 29. Hxb5 cxb4 30. Bxb4 Bxc2 31. Hd6 Bc1+ 32. Kh2 Bc2 33. Kg1 döntetlen (½–½)
|    | |    |    |    |    |    |    |
|    | \| \| \| \| \| \| \| \| \| \| \| \| \| \| \| \| \| \| \| \| \| \| \| \| \| \| \| \| \| \| \| \| \| \| \| \| \| \| \| \| \| \| \| \| \| \| \| \| \| \| \| \| \| \| \| \| \| \| \| \| \| \| \| \| \| \| \| \| \| \| \| \| |    |    |    |    |    |    |
|    | |    |    |    |    |    |    |
| a8 | b8 | c8 | d8 | e8 | f8 | g8 | h8 |
| a7 | b7 | c7 | d7 | e7 | f7 | g7 | h7 |
| a6 | b6 | c6 | d6 | e6 | f6 | g6 | h6 |
| a5 | b5 | c5 | d5 | e5 | f5 | g5 | h5 |
| a4 | b4 | c4 | d4 | e4 | f4 | g4 | h4 |
| a3 | b3 | c3 | d3 | e3 | f3 | g3 | h3 |
| a2 | b2 | c2 | d2 | e2 | f2 | g2 | h2 |
| a1 | b1 | c1 | d1 | e1 | f1 | g1 | h1 |

| a8 | b8 | c8 | d8 | e8 | f8 | g8 | h8 |
| a7 | b7 | c7 | d7 | e7 | f7 | g7 | h7 |
| a6 | b6 | c6 | d6 | e6 | f6 | g6 | h6 |
| a5 | b5 | c5 | d5 | e5 | f5 | g5 | h5 |
| a4 | b4 | c4 | d4 | e4 | f4 | g4 | h4 |
| a3 | b3 | c3 | d3 | e3 | f3 | g3 | h3 |
| a2 | b2 | c2 | d2 | e2 | f2 | g2 | h2 |
| a1 | b1 | c1 | d1 | e1 | f1 | g1 | h1 |

### 3. játszma
A 3. játszma élő közvetítésének linkje
Az első két játszma óvatos, tapogatózó játéka után a harmadik játszmában már megbillent az egyensúly. Bár a játszma utáni sajtótájékoztatón Carlsen úgy nyilatkozott, hogy egyszer sem látott tiszta nyerést, az elemzők szerint több helyen pontatlanul játszott, győzelmi lehetőséget szalasztott el. A bástya-huszárnak a bástya futó elleni játékában gyalogelőnyre tett szert, majd a 69. lépésben lenyerte Karjakin futóját. Robert Hess nagymester elemzése szerint Karjakin 70. – Kxf5 lépése után 71. Ha5 helyett Bel-gyel nagyobb esélye lett volna Carlsennek a győzelemre. A világos b3-gyalog nem volt üthető 72. Hd4+ (sakk-bástya) miatt, és a 71. – Kf4 72. Bf1+ Ke4 73. Ha5 Kd4 74. Kg4 Bh2 75. Bf4+ lépések után a sötét b-gyalog elvész. (75. – Kc3-ra 76. Bc4+ Kb2 77. Bxb4 vagy 75. – Kc5-re 76. Bc4+ Kb5 77. Hc6 után a játszmában Carlsen nyerésre állt volna.) Hess és Yasser Seirawan nagymester szerint is Carlsen a győzelmet a 72. Bb7 lépéssel adta ki végleg a kezéből, (72. Bf7+-kal lett volna esély a nyerésre) ami után Karjakin megtalálta a döntetlenhez vezető utat, amely pár lépés múlva be is következett.
Magnus Carlsen–Szergej Karjakin (2016. november 14.) Spanyol megnyitás, berlini védelem (ECO C67)
1.e4 e5 2.Hf3 Hc6 3.Fb5 Hf6 4.O-O Hxe4 5.Be1 Hd6 6.Hxe5 Fe7 7.Ff1 Hxe5 8.Bxe5 O-O 9.d4 Ff6 10.Be2 b6 11.Be1 Be8 12.Ff4 Bxe1 13.Vxe1 Ve7 14.Hc3 Fb7 15.Vxe7 Fxe7 16.a4 a6 17.g3 g5 18.Fxd6 Fxd6 19.Fg2 Fxg2 20.Kxg2 f5 21.Hd5 Kf7 22.He3 Kf6 23.Hc4 Ff8 24.Be1 Bd8 25.f4 gxf4 26.gxf4 b5 27.axb5 axb5 28.He3 c6 29.Kf3 Ba8 30.Bg1 Ba2 31.b3 c5 32.Bg8 Kf7 33.Bg2 cxd4 34.Hxf5 d3 35.cxd3 Ba1 36.Hd4 b4 37.Bg5 Bb1 38.Bf5+ Ke8 39.Bb5 Bf1+ 40.Ke4 Be1+ 41.Kf5 Bd1 42.Be5+ Kf7 43.Bd5 Bxd3 44.Bxd7+ Ke8 45.Bd5 Bh3 46.Be5+ Kf7 47.Be2 Fg7 48.Hc6 Bh5+ 49.Kg4 Bc5 50.Hd8+ Kg6 51.He6 h5+ 52.Kf3 Bc3+ 53.Ke4 Ff6 54.Be3 h4 55.h3 Bc1 56.Hf8+ Kf7 57.Hd7 Ke6 58.Hb6 Bd1 59.f5+ Kf7 60.Hc4 Bd4+ 61.Kf3 Fg5 62.Be4 Bd3+ 63.Kg4 Bg3+ 64.Kh5 Fe7 65.He5+ Kf6 66.Hg4+ Kf7 67.Be6 Bxh3 68.He5+ Kg7 69.Bxe7+ Kf6 70.Hc6 Kxf5 (lásd diagram) 71.Ha5 Bh1 72.Bb7 Ba1 73.Bb5+ Kf4 74.Bxb4+ Kg3 75.Bg4+ Kf2 76.Hc4 h3 77.Bh4 Kg3 78.Bg4+ Kf2 döntetlen (½–½)
|    | |    |    |    |    |    |    |
|    | \| \| \| \| \| \| \| \| \| \| \| \| \| \| \| \| \| \| \| \| \| \| \| \| \| \| \| \| \| \| \| \| \| \| \| \| \| \| \| \| \| \| \| \| \| \| \| \| \| \| \| \| \| \| \| \| \| \| \| \| \| \| \| \| \| \| \| \| \| \| \| \| |    |    |    |    |    |    |
|    | |    |    |    |    |    |    |
| a8 | b8 | c8 | d8 | e8 | f8 | g8 | h8 |
| a7 | b7 | c7 | d7 | e7 | f7 | g7 | h7 |
| a6 | b6 | c6 | d6 | e6 | f6 | g6 | h6 |
| a5 | b5 | c5 | d5 | e5 | f5 | g5 | h5 |
| a4 | b4 | c4 | d4 | e4 | f4 | g4 | h4 |
| a3 | b3 | c3 | d3 | e3 | f3 | g3 | h3 |
| a2 | b2 | c2 | d2 | e2 | f2 | g2 | h2 |
| a1 | b1 | c1 | d1 | e1 | f1 | g1 | h1 |

| a8 | b8 | c8 | d8 | e8 | f8 | g8 | h8 |
| a7 | b7 | c7 | d7 | e7 | f7 | g7 | h7 |
| a6 | b6 | c6 | d6 | e6 | f6 | g6 | h6 |
| a5 | b5 | c5 | d5 | e5 | f5 | g5 | h5 |
| a4 | b4 | c4 | d4 | e4 | f4 | g4 | h4 |
| a3 | b3 | c3 | d3 | e3 | f3 | g3 | h3 |
| a2 | b2 | c2 | d2 | e2 | f2 | g2 | h2 |
| a1 | b1 | c1 | d1 | e1 | f1 | g1 | h1 |

### 4. játszma
A 4. játszma élő közvetítésének linkje
A 4. játszmában ismét a spanyol megnyitás került terítékre. Karjakin 18. Fxh6 lépésével bonyodalmakat kívánt kelteni, futójának az f6-huszárra való cseréje mellett sötét királyállásának felszakítása volt a célja. Carlsen azonban jól kezelte a bonyodalmakat és előnyösebben került ki a helyzetből. Futópárja és a b2-gyalogra gyakorolt nyomása révén nyerőesélyei voltak. Ezt az esélyt a 45. – f4 lépéssel szalasztotta el (helyette 45. – Fe6 megőrizte volna a nyerési esélyeket). A királyszárny lemerevítésével Karjakin meg tudta szervezni a vezérszárnyi gyalogjai védelmét. Karjakin ismét bebizonyította, hogy a védekezés nagymestere, és a maratoni, hétórányi játék után a 94. lépésben döntetlenben egyeztek meg.
Szergej Karjakin–Magnus Carlsen (2016. november 15.) Spanyol megnyitás, zárt változat (ECO C84)
1.e4 e5 2.Hf3 Hc6 3.Fb5 a6 4.Fa4 Hf6 5.O-O Fe7 6.Be1 b5 7.Fb3 O-O 8.h3 Fb7 9.d3 d6 10.a3 Vd7 11.Hbd2 Bfe8 12.c3 Ff8 13.Hf1 h6 14.H3h2 d5 15.Vf3 Ha5 16.Fa2 dxe4 17.dxe4 Hc4 18.Fxh6 Vc6 19.Fxc4 bxc4 20.Fe3 Hxe4 21.Hg3 Hd6 22.Bad1 Bab8 23.Fc1 f6 24.Vxc6 Fxc6 25.Hg4 Bb5 26.f3 f5 27.Hf2 Fe7 28.f4 Fh4 29.fxe5 Fxg3 30.exd6 Bxe1+ 31.Bxe1 cxd6 32.Bd1 Kf7 33.Bd4 Be5 34.Kf1 Bd5 35.Bxd5 Fxd5 36.Fg5 Kg6 37.h4 Kh5 38.Hh3 Ff7 39.Fe7 Fxh4 40.Fxd6 Fd8 41.Ke2 g5 42.Hf2 Kg6 43.g4 Fb6 44.Fe5 a5 45.Hd1 (diagram) f4 46.Fd4 Fc7 47.Hf2 Fe6 48.Kf3 Fd5+ 49.Ke2 Fg2 50.Kd2 Kf7 51.Kc2 Fd5 52.Kd2 Fd8 53.Kc2 Ke6 54.Kd2 Kd7 55.Kc2 Kc6 56.Kd2 Kb5 57.Kc1 Ka4 58.Kc2 Ff7 59.Kc1 Fg6 60.Kd2 Kb3 61.Kc1 Fd3 62.Hh3 Ka2 63.Fc5 Fe2 64.Hf2 Ff3 65.Kc2 Fc6 66.Fd4 Fd7 67.Fc5 Fc7 68.Fd4 Fe6 69.Fc5 f3 70.Fe3 Fd7 71.Kc1 Fc8 72.Kc2 Fd7 73.Kc1 Ff4 74.Fxf4 gxf4 75.Kc2 Fe6 76.Kc1 Fc8 77.Kc2 Fe6 78.Kc1 Kb3 79.Kb1 Ka4 80.Kc2 Kb5 81.Kd2 Kc6 82.Ke1 Kd5 83.Kf1 Ke5 84.Kg1 Kf6 85.He4+ Kg6 86.Kf2 Fxg4 87.Hd2 Fe6 88.Kxf3 Kf5 89.a4 Fd5+ 90.Kf2 Kg4 91.Hf1 Kg5 92.Hd2 Kf5 93.Ke2 Kg4 94.Kf2 döntetlen (½–½)

### 5. játszma
Az 5. játszma élő közvetítésének linkje
Az olasz játékban Karjakin sötéttel könnyen kiegyenlített, és a bonyolult középjátékban némi előnyhöz jutott. Carlsennek sikerült semlegesítenie Karjakin kezdeményezéseit, és az ellenkező színű futók végjátéka a cserék után már elméletileg is döntetlen volt. Ugyanakkor említést érdemel, hogy ez volt az első olyan játszma, amelyben Karjakin kissé előnyösebben állt, és Carlsennek kellett küzdenie a kiegyenlítésért.
Magnus Carlsen–Szergej Karjakin (2016. november 17.) olasz játék (ECO C50)
1.e4 e5 2. Hf3 Hc6 3. Fc4 Fc5 4. O-O Hf6 5. d3 O-O 6. a4 d6 7. c3 a6 8. b4 Fa7 9. Be1 He7 10. Hbd2 Hg6 11. d4 c6 12. h3 exd4 13. cxd4 Hxe4 14. Fxf7+ Bxf7 15. Hxe4 d5 16. Hc5 h6 17. Ba3 Ff5 18. He5 Hxe5 19. dxe5 Vh4 20. Bf3 Fxc5 21. bxc5 Be8 22. Bf4 Ve7 23. Vd4 Bef8 24. Bf3 Fe4 25. Bxf7 Vxf7 26. f3 Ff5 27. Kh2 Fe6 28. Be2 Vg6 29. Fe3 Bf7 30. Bf2 Vb1 31. Bb2 Vf5 32. a5 Kf8 33. Vc3 Ke8 34. Bb4 g5 35. Bb2 Kd8 36. Bf2 Kc8 37. Vd4 Vg6 38. g4 h5 39. Vd2 Bg7 40. Kg3 Bg8 41. Kg2 hxg4 42. hxg4 d4 43. Vxd4 Fd5 44. e6 Vxe6 45. Kg3 Ve7 46. Bh2 Vf7 47. f4 gxf4+ 48. Vxf4 Ve7 49. Bh5 Bf8 50. Bh7 Bxf4 51. Bxe7 Be4 döntetlen (½–½)

### 6. játszma
A 6. játszma élő közvetítésének linkje
Ismét a spanyol megnyitás került terítékre. Karjakin a 8. c3 helyett a Marshall-támadás elkerülése érdekében a 8. h3 lépést játszotta meg. Carlsen a 9. lépésben pozíciós gyalogáldozatot hozott. Az ezt követően általa gyorsan megtett lépések egyértelművé tették Karjakin számára, hogy házi elemzésről van szó, ezért nem sokkal később visszaadta a gyalogot, majd a sorozatos cserék után gyors döntetlen eredmény született.
Szergej Karjakin–Magnus Carlsen (2016. november 18.) Spanyol megnyitás, zárt változat (ECO C84)
1.e4 e5 2. Hf3 Hc6 3. Fb5 a6 4. Fa4 Hf6 5. O-O Fe7 6. Be1 b5 7. Fb3 O-O 8. h3 Fb7 9. d3 d5 10. exd5 Hxd5 11. Hxe5 Hd4 12. Hc3 Hb4 13. Ff4 Hxb3 14. axb3 c5 15. He4 f6 16. Hf3 f5 17. Heg5 Fxg5 18. Hxg5 h6 19. He6 Vd5 20. f3 Bfe8 21. Be5 Vd6 22. c3 Bxe6 23. Bxe6 Vxe6 24. cxb4 cxb4 25. Bc1 Bc8 26. Bxc8+ Vxc8 27. Ve1 Vd7 28. Kh2 a5 29. Ve3 Fd5 30. Vb6 Fxb3 31. Vxa5 Vxd3 32. Vxb4 Fe6 döntetlen (½–½)
|    | |    |    |    |    |    |    |
|    | \| \| \| \| \| \| \| \| \| \| \| \| \| \| \| \| \| \| \| \| \| \| \| \| \| \| \| \| \| \| \| \| \| \| \| \| \| \| \| \| \| \| \| \| \| \| \| \| \| \| \| \| \| \| \| \| \| \| \| \| \| \| \| \| \| \| \| \| \| \| \| \| |    |    |    |    |    |    |
|    | |    |    |    |    |    |    |
| a8 | b8 | c8 | d8 | e8 | f8 | g8 | h8 |
| a7 | b7 | c7 | d7 | e7 | f7 | g7 | h7 |
| a6 | b6 | c6 | d6 | e6 | f6 | g6 | h6 |
| a5 | b5 | c5 | d5 | e5 | f5 | g5 | h5 |
| a4 | b4 | c4 | d4 | e4 | f4 | g4 | h4 |
| a3 | b3 | c3 | d3 | e3 | f3 | g3 | h3 |
| a2 | b2 | c2 | d2 | e2 | f2 | g2 | h2 |
| a1 | b1 | c1 | d1 | e1 | f1 | g1 | h1 |

| a8 | b8 | c8 | d8 | e8 | f8 | g8 | h8 |
| a7 | b7 | c7 | d7 | e7 | f7 | g7 | h7 |
| a6 | b6 | c6 | d6 | e6 | f6 | g6 | h6 |
| a5 | b5 | c5 | d5 | e5 | f5 | g5 | h5 |
| a4 | b4 | c4 | d4 | e4 | f4 | g4 | h4 |
| a3 | b3 | c3 | d3 | e3 | f3 | g3 | h3 |
| a2 | b2 | c2 | d2 | e2 | f2 | g2 | h2 |
| a1 | b1 | c1 | d1 | e1 | f1 | g1 | h1 |

### 7. játszma
A 7. játszma élő közvetítésének linkje
A mérkőzés felénél a versenyzők eddigi színelosztása felcserélődött, és az előző játszmához hasonlóan ismét Karjakin vezette a világos bábukat. A szláv védelemnek induló, majd az elfogadott vezércselbe átmenő megnyitásból Carlsen kényelmes állásban jött ki, azonban a 16. – Bc8 lépésével hibázott és a kényszerítő erejű cserék után gyaloghátrányba került. A 22. – b4 lépésével blokkolni tudta világos vezérszárnyi gyalogjait, így gyaloghátránya ellenére az ellenkező színű futós végjáték néhány lépés múlva döntetlennel ért véget.
Szergej Karjakin–Magnus Carlsen (2016. november 20.) Szláv védelem (ECO D10)
1.d4 d5 2. c4 c6 3. Hc3 Hf6 4. e3 a6 5. Fd3 dxc4 6. Fxc4 e6 7. Hf3 c5 8. O-O b5 9. Fe2 Fb7 10. dxc5 Hc6 11. Hd2 Fxc5 12. Hde4 Hxe4 13. Hxe4 Fe7 14. b3 Hb4 15. Ff3 O-O 16. Fa3 Bc8 (diagram) 17. Hf6+ Fxf6 18. Fxb7 Fxa1 19. Fxb4 Ff6 20. Fxf8 Vxd1 21. Bxd1 Bxf8 22. Fxa6 b4 23. Bc1 g6 24. Bc2 Ba8 25. Fd3 Bd8 26. Fe2 Kf8 27. Kf1 Ba8 28. Fc4 Bc8 29. Ke2 Ke7 30. f4 h6 31. Kf3 Bc7 32. g4 g5 33. Ke4 Bc8 döntetlen (½–½)
|    | |    |    |    |    |    |    |
|    | \| \| \| \| \| \| \| \| \| \| \| \| \| \| \| \| \| \| \| \| \| \| \| \| \| \| \| \| \| \| \| \| \| \| \| \| \| \| \| \| \| \| \| \| \| \| \| \| \| \| \| \| \| \| \| \| \| \| \| \| \| \| \| \| \| \| \| \| \| \| \| \| |    |    |    |    |    |    |
|    | |    |    |    |    |    |    |
| a8 | b8 | c8 | d8 | e8 | f8 | g8 | h8 |
| a7 | b7 | c7 | d7 | e7 | f7 | g7 | h7 |
| a6 | b6 | c6 | d6 | e6 | f6 | g6 | h6 |
| a5 | b5 | c5 | d5 | e5 | f5 | g5 | h5 |
| a4 | b4 | c4 | d4 | e4 | f4 | g4 | h4 |
| a3 | b3 | c3 | d3 | e3 | f3 | g3 | h3 |
| a2 | b2 | c2 | d2 | e2 | f2 | g2 | h2 |
| a1 | b1 | c1 | d1 | e1 | f1 | g1 | h1 |

| a8 | b8 | c8 | d8 | e8 | f8 | g8 | h8 |
| a7 | b7 | c7 | d7 | e7 | f7 | g7 | h7 |
| a6 | b6 | c6 | d6 | e6 | f6 | g6 | h6 |
| a5 | b5 | c5 | d5 | e5 | f5 | g5 | h5 |
| a4 | b4 | c4 | d4 | e4 | f4 | g4 | h4 |
| a3 | b3 | c3 | d3 | e3 | f3 | g3 | h3 |
| a2 | b2 | c2 | d2 | e2 | f2 | g2 | h2 |
| a1 | b1 | c1 | d1 | e1 | f1 | g1 | h1 |

### 8. játszma
A 8. játszma élő közvetítésének linkje
Carlsen a világos bábukkal szolid megnyitást választott, amelyben Karjakin könnyen kiegyenlített. A világbajnok játékán érződött a minden áron győzelemre törekvés, ezért a kölcsönös időzavarban kockázatos megoldást választott 35. c5? lépésével, amely után sötét a vezérszárnyon két összekötött szabadgyaloghoz jutott. A nyerési esélyt Karjakin nem használta ki, és 37. – Vd3? lépésével (helyette 37. – Va4-gyel nyerő állást érhetett volna el 38. Vxb6 Hcd7 után az a-szabadgyaloggal) lehetőséget adott Carlsennek a gyaloghátrány megszüntetésére, sőt újabb nyerési esélyeket csillantott fel világos előtt. Carlsen 44. Vc6? lépése arról tanúskodik, hogy túlértékelte esélyeit, és kitért a biztos döntetlen elől (44. Vg6+ Kh8 45. e5 a3 46. Vb1 Vb8 47. Vg6 döntetlen állással). Világos számára a vesztő lépés 51. Ve6?? volt (helyette 51. Vb7+ Hf7 52. Va6 nehéz, de még döntetlenre menthető állással). Carlsen vélhetően abban bízott, hogy a döntetlen örökös sakkal bármikor biztosítható, és még mindig a nyerést erőltette. Karjakin következő lépése rámutatott ennek az elgondolásnak a hibájára, és matthálót szőtt világos király köré. Ezután már az a2-gyalogra sem volt szüksége. A végállásban világos nem tud sakkot adni, az ezt előkészítő lépésre nincs idő, mert a sötét a-gyalog vezérré változik. A befejező állásban 53. Vxa2 után 53. – Hg4+ 54. Kh3 Vg1, majd 55. Vb2+ Kg6 56. Ff3 Hf2+ 57. Vxf2 Vxf2 könnyű nyeréssel sötétnek.
Magnus Carlsen–Szergej Karjakin (2016. november 21.) Rubinstein-megnyitás (ECO D05)
1.d4 Hf6 2.Hf3 d5 3.e3 e6 4.Fd3 c5 5.b3 Fe7 6.O-O O-O 7.Fb2 b6 8.dxc5 Fxc5 9.Hbd2 Fb7 10.Ve2 Hbd7 11.c4 dxc4 12.Hxc4 Ve7 13.a3 a5 14.Hd4 Bfd8 15.Bfd1 Bac8 16.Bac1 Hf8 17.Ve1 Hg6 18.Ff1 Hg4 19.Hb5 Fc6 20.a4 Fd5 21.Fd4 Fxc4 22.Bxc4 Fxd4 23.Bdxd4 Bxc4 24.bxc4 Hf6 25.Vd2 Bb8 26.g3 He5 27.Fg2 h6 28.f4 Hed7 29.Ha7 Va3 30.Hc6 Bf8 31.h3 Hc5 32.Kh2 Hxa4 33.Bd8 g6 34.Vd4 Kg7 35.c5 Bxd8 36.Hxd8 Hxc5 37.Vd6 Vd3 38.Hxe6+ fxe6 39.Ve7+ Kg8 40.Vxf6 a4 41.e4 Vd7 42.Vxg6+ Vg7 43.Ve8+ Vf8 44.Vc6 Vd8 45.f5 a3 46.fxe6 Kg7 47.e7 Vxe7 48.Vxb6 Hd3 49.Va5 Vc5 50.Va6 He5 51.Ve6 h5 52.h4 a2 (diagram) világos feladta (0-1)
|    | |    |    |    |    |    |    |
|    | \| \| \| \| \| \| \| \| \| \| \| \| \| \| \| \| \| \| \| \| \| \| \| \| \| \| \| \| \| \| \| \| \| \| \| \| \| \| \| \| \| \| \| \| \| \| \| \| \| \| \| \| \| \| \| \| \| \| \| \| \| \| \| \| \| \| \| \| \| \| \| \| |    |    |    |    |    |    |
|    | |    |    |    |    |    |    |
| a8 | b8 | c8 | d8 | e8 | f8 | g8 | h8 |
| a7 | b7 | c7 | d7 | e7 | f7 | g7 | h7 |
| a6 | b6 | c6 | d6 | e6 | f6 | g6 | h6 |
| a5 | b5 | c5 | d5 | e5 | f5 | g5 | h5 |
| a4 | b4 | c4 | d4 | e4 | f4 | g4 | h4 |
| a3 | b3 | c3 | d3 | e3 | f3 | g3 | h3 |
| a2 | b2 | c2 | d2 | e2 | f2 | g2 | h2 |
| a1 | b1 | c1 | d1 | e1 | f1 | g1 | h1 |

| a8 | b8 | c8 | d8 | e8 | f8 | g8 | h8 |
| a7 | b7 | c7 | d7 | e7 | f7 | g7 | h7 |
| a6 | b6 | c6 | d6 | e6 | f6 | g6 | h6 |
| a5 | b5 | c5 | d5 | e5 | f5 | g5 | h5 |
| a4 | b4 | c4 | d4 | e4 | f4 | g4 | h4 |
| a3 | b3 | c3 | d3 | e3 | f3 | g3 | h3 |
| a2 | b2 | c2 | d2 | e2 | f2 | g2 | h2 |
| a1 | b1 | c1 | d1 | e1 | f1 | g1 | h1 |

### 9. játszma
A 9. játszma élő közvetítésének linkje
Ismét a spanyol megnyitás, ezúttal az arhangelszki változat került terítékre, amelyet Carlsen eddig csak négyszer játszott sötéttel, és ötször világossal került szembe vele. Egy játszmában sem vesztett. Karjakin 13 alkalommal került szembe a változattal, mindig világossal játszva, és egy alkalommal szenvedett vereséget. A játszma a 21. lépésig a 2014-es sakkolimpia Nakamura–Kaszimdzsanov-játszmát követte, Carlsen ekkor tért el tőle. Az éles középjátékban világosnak gyalogelőnye és futópárja volt, sötétnek ezzel szemben ellenértéket jelenthetett világos gyenge királyállása és az, hogy a gyalogelőny csupán kettősgyalog képében realizálódott világosnak. A 33. lépésben Carlsen elkerült egy szép vezéráldozatos mattkombinációt, ami 33. – Hb4?? után következett volna 34. Vxg6+!! hxg6 35. Ff6 utáni védhetetlen mattállással. Karjakin nagy valószínűséggel nyerőesélyt szalasztott el, amikor az időkontroll előtt 25 perc gondolkodás után a 39. Fxf7+ lépést választotta a nyerőesélyesebb 39. Vb3 helyett. 41. d5 után Carlsen a tisztelőnye visszaadása mellett döntött, és a kialakult végjátékban már könnyen tartotta a döntetlent.
Szergej Karjakin–Magnus Carlsen (2016. november 23.) spanyol megnyitás, Morphy-védelem, arhangelszki változat (ECO C78)
1.e4 e5 2.Hf3 Hc6 3.Fb5 a6 4.Fa4 Hf6 5.O-O b5 6.Fb3 Fc5 7.a4 Bb8 8.c3 d6 9.d4 Fb6 10.axb5 axb5 11.Ha3 O-O 12.Hxb5 Fg4 13.Fc2 exd4 14.Hbxd4 Hxd4 15.cxd4 Fxf3 16.gxf3 Hh5 17.Kh1 Vf6 18.Fe3 c5 19.e5 Ve6 20.exd6 c4 21.b3 cxb3 22.Fxb3 Vxd6 23.Ba6 Bfd8 24.Bg1 Vd7 25.Bg4 Hf6 26.Bh4 Vb5 27.Ba1 g6 28.Bb1 Vd7 29.Vd3 Hd5 30.Bg1 Fc7 31.Fg5 Be8 32.Vc4 Bb5 33.Vc2 Ba8 34.Fc4 Bba5 35.Fd2 Ba4 36.Vd3 Ba1 37.Bxa1 Bxa1+ 38.Kg2 He7 (diagram) 39.Fxf7+ Kxf7 40.Vc4+ Kg7 41.d5 Hf5 42.Fc3+ Kf8 43.Fxa1 Hxh4+ 44.Vxh4 Vxd5 45.Vf6+ Vf7 46.Vd4 Ke8 47.Ve4+ Ve7 48.Vd5 Fd8 49.Kf1 Vf7 50.Ve4+ Ve7 51.Fe5 Ve6 52.Kg2 Fe7 53.Va8+ Kf7 54.Vh8 h5 55.Vg7+ Ke8 56.Ff4 Vf7 57.Vh8+ Vf8 58.Vd4 Vf5 59.Vc4 Kd7 60.Fd2 Ve6 61.Va4+ Vc6 62.Va7+ Vc7 63.Va2 Vd6 64.Fe3 Ve6 65.Va7+ Ke8 66.Fc5 Fd8 67.h3 Vd5 68.Fe3 Fe7 69.Vb8+ Kf7 70.Vh8 Ve6 71.Ff4 Vf6 72.Vb8 Ve6 73.Vb7 Kg8 74.Vb5 Ff6 döntetlen (½–½)
|    | |    |    |    |    |    |    |
|    | \| \| \| \| \| \| \| \| \| \| \| \| \| \| \| \| \| \| \| \| \| \| \| \| \| \| \| \| \| \| \| \| \| \| \| \| \| \| \| \| \| \| \| \| \| \| \| \| \| \| \| \| \| \| \| \| \| \| \| \| \| \| \| \| \| \| \| \| \| \| \| \| |    |    |    |    |    |    |
|    | |    |    |    |    |    |    |
| a8 | b8 | c8 | d8 | e8 | f8 | g8 | h8 |
| a7 | b7 | c7 | d7 | e7 | f7 | g7 | h7 |
| a6 | b6 | c6 | d6 | e6 | f6 | g6 | h6 |
| a5 | b5 | c5 | d5 | e5 | f5 | g5 | h5 |
| a4 | b4 | c4 | d4 | e4 | f4 | g4 | h4 |
| a3 | b3 | c3 | d3 | e3 | f3 | g3 | h3 |
| a2 | b2 | c2 | d2 | e2 | f2 | g2 | h2 |
| a1 | b1 | c1 | d1 | e1 | f1 | g1 | h1 |

| a8 | b8 | c8 | d8 | e8 | f8 | g8 | h8 |
| a7 | b7 | c7 | d7 | e7 | f7 | g7 | h7 |
| a6 | b6 | c6 | d6 | e6 | f6 | g6 | h6 |
| a5 | b5 | c5 | d5 | e5 | f5 | g5 | h5 |
| a4 | b4 | c4 | d4 | e4 | f4 | g4 | h4 |
| a3 | b3 | c3 | d3 | e3 | f3 | g3 | h3 |
| a2 | b2 | c2 | d2 | e2 | f2 | g2 | h2 |
| a1 | b1 | c1 | d1 | e1 | f1 | g1 | h1 |

### 10. játszma
A 10. játszma élő közvetítésének linkje
A spanyol megnyitás berlini védelmében Karjakin egy szolidabb folytatást választott, előnye birtokában sötéttel láthatóan a döntetlent tűzte ki célul. Ennek a lehetőségét azonban elszalasztotta, miután Carlsen egymás után két hibás lépését követően nem vette észre a kényszerítő erejű lépésismétléses döntetlen lehetőséget. Carlsen 19. Fxe6 lépésével kinyílt az f-vonal, és az f2-gyalog végzetesen meggyengült. Világos 21. Vh5 lépése után Hxf2+ 22. Kg2 (22. Kg1-re Vg5 23. Vxg5 Hh3+ (sakk!) 24. Kg2 Hxg5 sötét tisztán lenyerte a gyalogot) 22. – Vf7! (fenyeget Hf4+ vezérnyeréssel) 23. Kg1 (23. Ve2-re Hh4+ 24. Kg1 (24. gxh4-re Vg6+ 25. Hg4 Hxg4 26. Kh1 sötét tiszta gyalogelőnyével) Hh3+ 25. Kh1 Hf2+ döntetlennel) 23. – Vf6! (fenyeget Vg5 majd Hh3+, amire nincs jobb, mint 24. Kg2, erre Vf7 lépésismétléssel). Ezután Carlsen szisztematikusan célba vette a sötét állás gyengeségeit, és bár Karjakin szívósan védekezett, a két huszár mozgástere közötti különbség révén Carlsennek csak a gyalogáttörés megfelelő pillanatát kellett kivárnia, amely az 57. lépésben következett be. Világos bástyája betört a 6. sorra, lenyerte a gyenge sötét gyalogokat, kikényszerítette a huszárcserét, majd a király aktivizálása után az előállt bástyavégjáték a két összekötött szabadgyaloggal a nyerést biztosította Carlsennek. (A végállás a diagramon látható.)
Magnus Carlsen–Szergej Karjakin (2016. november 24.) spanyol megnyitás, berlini védelem (ECO C65)
1.e4 e5 2.Hf3 Hc6 3.Fb5 Hf6 4.d3 Fc5 5.c3 O-O 6.Fg5 h6 7.Fh4 Fe7 8.O-O d6 9.Hbd2 Hh5 10.Fxe7 Vxe7 11.Hc4 Hf4 12.He3 Vf6 13.g3 Hh3+ 14.Kh1 He7 15.Fc4 c6 16.Fb3 Hg6 17.Ve2 a5 18.a4 Fe6 19.Fxe6 fxe6 20.Hd2 d5 21.Vh5 Hg5 22.h4 Hf3 23.Hxf3 Vxf3+ 24.Vxf3 Bxf3 25.Kg2 Bf7 26.Bfe1 h5 27.Hf1 Kf8 28.Hd2 Ke7 29.Be2 Kd6 30.Hf3 Baf8 31.Hg5 Be7 32.Bae1 Bfe8 33.Hf3 Hh8 34.d4 exd4 35.Hxd4 g6 36.Be3 Hf7 37.e5+ Kd7 38.Bf3 Hh6 39.Bf6 Bg7 40.b4 axb4 41.cxb4 Hg8 42.Bf3 Hh6 43.a5 Hf5 44.Hb3 Kc7 45.Hc5 Kb8 46.Bb1 Ka7 47.Bd3 Bc7 48.Ba3 Hd4 49.Bd1 Hf5 50.Kh3 Hh6 51.f3 Bf7 52.Bd4 Hf5 53.Bd2 Bh7 54.Bb3 Bee7 55.Bdd3 Bh8 56.Bb1 Bhh7 57.b5 cxb5 58.Bxb5 d4 59.Bb6 Bc7 60.Hxe6 Bc3 61.Hf4 Bhc7 62.Hd5 Bxd3 63.Hxc7 Kb8 64.Hb5 Kc8 65.Bxg6 Bxf3 66.Kg2 Bb3 67.Hd6+ Hxd6 68.Bxd6 Be3 69.e6 Kc7 70.Bxd4 Bxe6 71.Bd5 Bh6 72.Kf3 Kb8 73.Kf4 Ka7 74.Kg5 Bh8 75.Kf6 1-0

### 11. játszma
A 11. játszma élő közvetítésének linkje
Megismételték a 2. játszma nyitó lépéseit, amelytől Carlsen a 9. lépésben tért el. A játszma kulcslépése a 19. – d5 lépés volt, amely után sötét áttört a centrumban, és egy veszélyes szabadgyalogja egészen a 2. sorig nyomult. Karjakin 31. c4 lépésével kikényszerítette a bástyák cseréjét, és örökös sakkal döntetlenre mentette az állást.
Szergej Karjakin–Magnus Carlsen (2016. november 26.) spanyol megnyitás, zárt változat (ECO C78)
1.e4 e5 2. Hf3 Hc6 3. Fb5 a6 4. Fa4 Hf6 5. O-O Fe7 6. d3 b5 7. Fb3 d6 8. a3 O-O 9. Hc3 Fe6 10. Hd5 Hd4 11. Hxd4 exd4 12. Hxf6+ Fxf6 13. Fxe6 fxe6 14. f4 c5 15. Vg4 Vd7 16. f5 Bae8 17. Fd2 c4 18. h3 c3 19. bxc3 d5 20. Fg5 Fxg5 21. Vxg5 dxe4 22. fxe6 Bxf1+ 23. Bxf1 Vxe6 24. cxd4 e3 25. Be1 h6 26. Vh5 e2 27. Vf3 a5 28. c3 Va2 29. Vc6 Be6 30. Vc8+ Kh7 31. c4 Vd2 32. Vxe6 Vxe1+ 33. Kh2 Vf2 34. Ve4+ döntetlen (½–½)

### 12. játszma
A 12. játszma élő közvetítésének linkje
A 12. játszmában ismét a spanyol megnyitás került terítékre. A 3. játszmában alkalmazott változatot mindkét játékos óvatosan kezelte, és a mérkőzés legrövidebb ideig tartó összecsapásán a szabályok szerinti 30. lépést kivárva egyeztek meg döntetlenben. A páros mérkőzés a rájátszásban dől el.
Magnus Carlsen–Szergej Karjakin (2016. november 28.) spanyol megnyitás, nyílt változat (ECO C67)
1.e4 e5 2. Hf3 Hc6 3. Fb5 Hf6 4. O-O Hxe4 5. Be1 Hd6 6. Hxe5 Fe7 7. Ff1 Hxe5 8. Bxe5 O-O 9. d4 Ff6 10. Be1 Be8 11. Ff4 Bxe1 12. Vxe1 He8 13. c3 d5 14. Fd3 g6 15. Ha3 c6 16. Hc2 Hg7 17. Vd2 Ff5 18. Fxf5 Hxf5 19. He3 Hxe3 20. Vxe3 Ve7 21. Vxe7 Fxe7 22. Be1 Ff8 23. Kf1 f6 24. g4 Kf7 25. h3 Be8 26. Bxe8 Kxe8 27. Ke2 Kd7 28. Kd3 Ke6 29. a4 a6 30. f3 Fe7 döntetlen (½–½)

### A rájátszás játszmái
A szabályok szerint 2016. november 30-án a rájátszás első szakaszában négy rapidsakkjátszmát kellett váltaniuk a mérkőzőknek. A gondolkodási idő fejenként 25 perc volt, lépésenként 10 másodperc többletidővel. Carlsen mind a négy játszmában hamar időelőnybe került, és Karjakin már a második játszmában is csak ügyes, pattot eredményező védőmanővere révén kerülte el a vereséget. A harmadik játszmában időzavarban, rosszabb állásban a 38. Bxc7 lépésével fatális elnézést követett el, és az ezt követő 38. – Ba1 lépésre a játszma feladására kényszerült. A negyedik játszmában Carlsen végig biztosan tartotta kézben a játék menetét, és a világbajnoki döntőt egy emlékezetes vezéráldozattal fejezte be.

#### 1. rapid játszma
Szergej Karjakin–Magnus Carlsen (2016. november 30.) spanyol megnyitás, zárt változat (ECO C84)
1.e4 e5 2.Hf3 Hc6 3.Fb5 a6 4.Fa4 Hf6 5.O-O Fe7 6.d3 b5 7.Fb3 d6 8.a3 O-O 9.Hc3 Hb8 10.He2 c5 11.Hg3 Hc6 12.c3 Bb8 13.h3 a5 14.a4 b4 15.Be1 Fe6 16.Fc4 h6 17.Fe3 Vc8 18.Ve2 Bd8 19.Fxe6 fxe6 20.d4 bxc3 21.bxc3 cxd4 22.cxd4 exd4 23.Hxd4 Hxd4 24.Fxd4 Bb4 25.Bec1 Vd7 26.Fc3 Bxa4 27.Fxa5 Bxa1 28.Bxa1 Ba8 29.Fc3 Bxa1+ 30.Fxa1 Vc6 31.Kh2 Kf7 32.Fb2 Vc5 33.f4 Fd8 34.e5 dxe5 35.Fxe5 Fb6 36.Vd1 Vd5 37.Vxd5 Hxd5 döntetlen (½–½)

#### 2. rapid játszma
Magnus Carlsen–Szergej Karjakin (2016. november 30.) olasz játék (ECO C50)
1.e4 e5 2.Hf3 Hc6 3.Fc4 Fc5 4.O-O Hf6 5.d3 O-O 6.a4 a6 7.c3 d6 8.Be1 Fa7 9.h3 He7 10.d4 Hg6 11.Hbd2 c6 12.Ff1 a5 13.dxe5 dxe5 14.Vc2 Fe6 15.Hc4 Vc7 16.b4 axb4 17.cxb4 b5 18.He3 bxa4 19.Bxa4 Fxe3 20.Fxe3 Bxa4 21.Vxa4 Hxe4 22.Bc1 Fd5 23.b5 cxb5 24.Vxe4 Vxc1 25.Vxd5 Vc7 26.Vxb5 Bb8 27.Vd5 Bd8 28.Vb3 Bb8 29.Va2 h6 30.Vd5 Ve7 31.Ve4 Vf6 32.g3 Bc8 33.Fd3 Vc6 34.Vf5 Be8 35.Fe4 Ve6 36.Vh5 He7 37.Vxe5 Vxe5 38.Hxe5 Hg6 39.Fxg6 Bxe5 40.Fd3 f6 41.Kg2 Kh8 42.Kf3 Bd5 43.Fg6 Ba5 44.Ke4 Bb5 45.h4 Be5+ 46.Kd4 Ba5 47.Kc4 Be5 48.Fd4 Ba5 49.Fc5 Kg8 50.Kd5 Bb5 51.Kd6 Ba5 52.Fe3 Be5 53.Ff4 Ba5 54.Fd3 Ba7 55.Ke6 Bb7 56.Kf5 Bd7 57.Fc2 Bb7 58.Kg6 Bb2 59.Ff5 Bxf2 60.Fe6+ Kh8 61.Fd6 Be2 62.Fg4 Be8 63.Ff5 Kg8 64.Fc2 Be3 65.Fb1 Kh8 66.Kf7 Bb3 67.Fe4 Be3 68.Ff5 Bc3 69.g4 Bc6 70.Ff8 Bc7+ 71.Kg6 Kg8 72.Fb4 Bb7 73.Fd6 Kh8 74.Ff8 Kg8 75.Fa3 Kh8 76.Fe6 Bb6 77.Kf7 Bb7+ 78.Fe7 h5 79.gxh5 f5 80.Fxf5 Bxe7+ 81.Kxe7 Kg8 82.Fd3 Kh8 83.Kf8 g5 84.hxg6 döntetlen (½–½)
|    | |    |    |    |    |    |    |
|    | \| \| \| \| \| \| \| \| \| \| \| \| \| \| \| \| \| \| \| \| \| \| \| \| \| \| \| \| \| \| \| \| \| \| \| \| \| \| \| \| \| \| \| \| \| \| \| \| \| \| \| \| \| \| \| \| \| \| \| \| \| \| \| \| \| \| \| \| \| \| \| \| |    |    |    |    |    |    |
|    | |    |    |    |    |    |    |
| a8 | b8 | c8 | d8 | e8 | f8 | g8 | h8 |
| a7 | b7 | c7 | d7 | e7 | f7 | g7 | h7 |
| a6 | b6 | c6 | d6 | e6 | f6 | g6 | h6 |
| a5 | b5 | c5 | d5 | e5 | f5 | g5 | h5 |
| a4 | b4 | c4 | d4 | e4 | f4 | g4 | h4 |
| a3 | b3 | c3 | d3 | e3 | f3 | g3 | h3 |
| a2 | b2 | c2 | d2 | e2 | f2 | g2 | h2 |
| a1 | b1 | c1 | d1 | e1 | f1 | g1 | h1 |

| a8 | b8 | c8 | d8 | e8 | f8 | g8 | h8 |
| a7 | b7 | c7 | d7 | e7 | f7 | g7 | h7 |
| a6 | b6 | c6 | d6 | e6 | f6 | g6 | h6 |
| a5 | b5 | c5 | d5 | e5 | f5 | g5 | h5 |
| a4 | b4 | c4 | d4 | e4 | f4 | g4 | h4 |
| a3 | b3 | c3 | d3 | e3 | f3 | g3 | h3 |
| a2 | b2 | c2 | d2 | e2 | f2 | g2 | h2 |
| a1 | b1 | c1 | d1 | e1 | f1 | g1 | h1 |

#### 3. rapid játszma
Szergej Karjakin–Magnus Carlsen (2016. november 30.) spanyol megnyitás, zárt változat (ECO C84)
1.e4 e5 2.Hf3 Hc6 3.Fb5 a6 4.Fa4 Hf6 5.O-O Fe7 6.d3 b5 7.Fb3 d6 8.a3 O-O 9.Hc3 Ha5 10.Fa2 Fe6 11.b4 Hc6 12.Hd5 Hd4 13.Hg5 Fxd5 14.exd5 Hd7 15.He4 f5 16.Hd2 f4 17.c3 Hf5 18.He4 Ve8 19.Fb3 Vg6 20.f3 Fh4 21.a4 Hf6 22.Ve2 a5 23.axb5 axb4 24.Fd2 bxc3 25.Fxc3 He3 26.Bfc1 Bxa1 27.Bxa1 Ve8 28.Fc4 Kh8 29.Hxf6 Fxf6 30.Ba3 e4 31.dxe4 Fxc3 32.Bxc3 Ve5 33.Bc1 Ba8 34.h3 h6 35.Kh2 Vd4 36.Ve1 Vb2 37.Ff1 Ba2 38.Bxc7 Ba1  világos feladta (0–1)

#### 4. rapid játszma
Magnus Carlsen–Szergej Karjakin (2016. november 30.) szicíliai védelem, Prins-változat (ECO B54)
1.e4 c5 2. Hf3 d6 3. d4 cxd4 4. Hxd4 Hf6 5. f3 e5 6. Hb3 Fe7 7. c4 a5 8. Fe3 a4 9. Hc1 O-O 10. Hc3 Va5 11. Vd2 Ha6 12. Fe2 Hc5 13. O-O Fd7 14. Bb1 Bfc8 15. b4 axb3 16. axb3 Vd8 17. Hd3 He6 18. Hb4 Fc6 19. Bfd1 h5 20. Ff1 h4 21. Vf2 Hd7 22. g3 Ba3 23. Fh3 Bca8 24. Hc2 B3a6 25. Hb4 Ba5 26. Hc2 b6 27. Bd2 Vc7 28. Bbd1 Ff8 29. gxh4 Hf4 30. Fxf4 exf4 31. Fxd7 Vxd7 32. Hb4 Ba3 33. Hxc6 Vxc6 34. Hb5 Bxb3 35. Hd4 Vxc4 36. Hxb3 Vxb3 37. Ve2 Fe7 38. Kg2 Ve6 39. h5 Ba3 40. Bd3 Ba2 41. B3d2 Ba3 42. Bd3 Ba7 43. Bd5 Bc7 44. Vd2 Vf6 45. Bf5 Vh4 46. Bc1 Ba7 47. Vxf4 Ba2+ 48. Kh1 Vf2 49. Bc8+ Kh7 (diagram) 50. Vh6+ a matt védhetetlen, sötét feladta (1–0)

## A mérkőzés utóélete
A világbajnoki döntőt óriási érdeklődés kísérte. A hivatalos weboldalt több mint 10 millióan nézték meg, 90%-uk mobiltelefonról. A helyszíni nézők száma meghaladta a tízezret, amely rekordnak számít. A mérkőzésről több mint 400 akkreditált újságíró tudósított.
A klasszikus időbeosztású 12 játszma eredményét figyelembe véve Karjakin 13 Élő-pontot nyert, és a 2016. novemberi 2772 pontjához képest decemberre 2785 ponttal rendelkezik, amivel feljött a világranglista 6. helyére. Carlsen ugyanennyi pontot veszített, de a 2016. decemberi 2840 Élő-pontjával továbbra is a világranglista élén maradt 17 ponttal a 2. helyezett Fabiano Caruana előtt. A rájátszás játszmái a rapidsakk Élő-pontszámot módosították, amelyben Carlsen 12 pontot nyert, és 2906 pontjával 67 pont előnnyel vezeti a világranglistát, míg Karjakin 12 pontot vesztett, és 2806 pontjával a 4. helyre esett vissza.
Yasser Seirawan amerikai sakknagymester, egykori junior világbajnok bírálta a döntő lebonyolítási rendszerét, mivel a cím megszerzése kérdésében a rapid játszmák döntöttek, ugyanakkor létezik külön rapidsakk-világbajnokság is. Véleménye szerint a klasszikus sakkvilágbajnoki címnek klasszikus időbeosztású játszmák alapján kell eldőlnie. 6–6-os állás esetén ő egy 13. játszmát javasol, amelyben sötét döntetlenelőnyben lenne, azaz döntetlennél őt hirdetnék ki győztesnek. Véleményét pár nappal később annyiban módosította, hogy a játszmák számát 15-re emelné, és csak ezt követné pontegyenlőség esetén a döntetlenelőnyös utolsó játszma. Carlsen már 2015-ben kifejtette, hogy a kieséses rendszerű világbajnokságot tartaná a legmegfelelőbb formának (bár ezt többen nem tartják a világ legjobb sakkozójának kiválasztására alkalmasnak), míg Karjakin szerint a jelenlegi lebonyolítási forma megfelelő, és kész arra, hogy a következő alkalommal is megmérkőzzön a címért, a díjalap mértékét viszont megemelné.
A mérkőzést követő sajtótájékoztatón mindketten legközelebbi tervükként a decemberi rapid- és villámsakk-világbajnokságon való részvételt említették meg. Karjakin még hozzátette, hogy a közeljövőben szeretne több időt tölteni családja körében, mivel kisfia a mérkőzés ideje alatt tette meg első lépéseit.